# OMON
OMON (rus. Oтряд мобильный особого назначения, prije Отряд милиции особого назначения i Отряд особого назначения) je ruska specijalna policija.
OMON je prisutan u svakoj ruskoj oblasti i vrši ophodnje u većim ruskim gradovima. Nastao je 1979. godine, uoči Olimpijskih igri u Moskvi 1980., zbog straha da se ne ponove terorističke akcije kao tijekom Olimpijskih igara u Münchenu 1972. godine. Pripadnici OMON-a uglavnom su policijski veterani. 
Prilikom raspada SSSR-a, u noći 31. srpnja 1991. pripadnici OMON-a došli su do litavske granice te ubili sedam litavskih graničara (sovjetski pokušaj gušenja litvanske neovisnosti 1991.). To je oslabilo položaj Sovjetskog Saveza na nacionalnoj i međunarodnoj razini.
OMON se koristi i za suzbijanje demonstracija i huliganizma, kao i u operacijama spašavanja talaca.

## Neke od akcija OMON-a
- Rat u Južnoj Osetiji 2008.
- Spašavanje talaca u Beslanu 2004.
- Spašavanje talaca u kazalištu Nord-Ost 2002.
- Talačka kriza u bolnici Budjonovsk 1995.
- Rat u Afganistanu
- Rat u Čečeniji